# A Christmas Carol (animação)
A Christmas Carol é um filme de animação em curta-metragem estadunidense de 1971 dirigido e escrito por Richard Williams, baseado no romance homônimo, de Charles Dickens. Venceu o Oscar de melhor curta-metragem de animação na edição de 1972.

## Elenco
- Alastair Sim - Ebenezer Scrooge
- Michael Redgrave - Narrador
- Michael Hordern - Marley's Ghost
- Diana Quick - Ghost of Christmas Past
- Joan Sims - Mrs. Cratchit
- Paul Whitsun-Jones - Ragpicker/Fezziwig
- David Tate - Fred/Charity Man
- Felix Felton - Ghost of Christmas Present
- Annie West - Ghost of Christmas Yet to Come
- Melvyn Hayes - Bob Cratchit
- Mary Ellen Ray - Mrs. Dilber
- Alexander Williams - Tiny Tim